# Cantón de Saint-Rémy-de-Provence
El cantón de Saint-Rémy-de-Provence era una división administrativa francesa, que estaba situada en el departamento de Bocas del Ródano y la región de Provenza-Alpes-Costa Azul.

## Composición
El cantón estaba formado por cinco comunas:
- Les Baux-de-Provence
- Maillane
- Maussane-les-Alpilles
- Paradou
- Saint-Rémy-de-Provence

## Supresión del cantón de Saint-Rémy-de-Provence
En aplicación del Decreto n.º 2014-271 de 27 de febrero de 2014, el cantón de Saint-Rémy-de-Provence fue suprimido el 29 de marzo de 2015 y sus 5 comunas pasaron a formar parte; cuatro del nuevo cantón de Salon-de-Provence-1 y una del nuevo cantón de Châteaurenard.